# Jusqu'au dernier gramme (chanson)
 (octobre 2019).
Pour l’article homonyme, voir Jusqu'au dernier gramme.
Singles de PNL
Bené
(2017) À l'ammoniaque
(2018)
Pistes de Dans la légende
Onizuka
(15) Je t'haine
(17)
Jusqu'au dernier gramme est une chanson du groupe de rap français PNL sortie le 7 juillet 2017. Elle est le septième et dernier extrait de leur second album Dans la légende. Le titre est certifié single de diamant.

## Historique
Dans la lignée de ce qui a été avec les autres singles, la date et l'heure de sortie du single sont annoncés à l'avance sur les réseaux sociaux.

## Certifications
| Région                                                                                                 | Certification | Ventes/Streams |
| --- | ------------- | -------------- |
| France                                                                                                 | Diamant       | 50 000 000*    |
| *Ventes selon la certification ^Mise en rayon selon la certification xNon précisé par la certification |               |                |